# Ron Andruff
 Ronald Nicholas Andruff  (né le 10 juillet 1953 à Port Alberni, dans la province de la Colombie-Britannique au Canada) est un joueur professionnel de hockey sur glace qui évoluait en position de centre.

## Biographie
Ron Andruff commence son hockey junior en 1971 avec les Bombers de Flin Flon de la Ligue de hockey de l'Ouest. Deux ans plus tard, il est sélectionné en seconde ronde du repêchage amateur de la Ligue nationale de hockey (LNH) par les Canadiens de Montréal, ainsi qu'en première ronde de celui de l'Association mondiale de hockey par les Jets de Winnipeg. Choisissant de rejoindre la franchise québécoise, il fait ses débuts professionnels cette même année avec leur club-école, les Voyageurs de la Nouvelle-Écosse de la Ligue américaine de hockey (LAH), avec lesquels il joue l'essentiel de trois saisons. Le 15 février 1975, il dispute sa première rencontre en LNH lors de la venue des Black Hawks de Chicago à Montréal. En 1975-1976, Andruff termine meilleur buteur de la LAH avec 42 réalisations et aide les Voyageurs à remporter la Coupe Calder de champion de la ligue,. Il reçoit alors le trophée Les-Cunningham de meilleur joueur et est nommé dans la première équipe d'étoiles de l'année,. Précédant le début de la saison 1976-1977, les Canadiens l'envoient avec Sean Shanahan aux Rockies du Colorado en retour d'une compensation financière. Après deux saisons difficiles en LNH, il dispute l'exercice 1978-1979 en LAH avec les Firebirds de Philadelphie et les Nighthawks de New Haven. Avec ces derniers, il finit en tête du classement des pointeurs durant les séries éliminatoires à égalité avec Paul Evans dont l'équipe, les Mariners du Maine, dominent New Haven en finale,. Durant la saison, il est retenu dans une sélection de futures vedettes de la LNH pour représenter le Canada lors du Tournoi des Izvestia, l'équipe s'y classant troisième,. 1979 voit la LNH intégrer quatre équipes en provenance de l'AMH. Lors du repêchage d'expansion qui s'ensuit, Andruff est réclamé par les Nordiques de Québec. Considérant ses années en LNH terminées, Andruff décide de poursuivre sa carrière en Europe. Il rejoint le Mannheim ERC et remporte le titre de champion d'Allemagne de l'Ouest. Après une saison supplémentaire avec Mannheim puis quelques parties pour le Düsseldorf EG, il met un terme à sa carrière.

## Statistiques
| Saison     | Équipe                          | Ligue         |     | Saison régulière | Saison régulière | Saison régulière | Saison régulière | Saison régulière |   | Séries éliminatoires | Séries éliminatoires | Séries éliminatoires | Séries éliminatoires | Séries éliminatoires |
| Saison     | Équipe                          | Ligue         | PJ  | B                | A                | Pts              | Pun              | PJ               | B | A                    | Pts                  | Pun                  |                      |                      |
| 1971-1972  | Bombers de Flin Flon            | LHOu          | 63  | 20               | 32               | 52               | 44               | 7                | 0 | 3                    | 3                    | 17                   |                      |                      |
| 1972-1973  | Bombers de Flin Flon            | LHOu          | 66  | 43               | 48               | 91               | 114              | 8                | 2 | 4                    | 6                    | 15                   |                      |                      |
| 1973-1974  | Voyageurs de la Nouvelle-Écosse | LAH           | 72  | 11               | 27               | 38               | 93               | 6                | 4 | 0                    | 4                    | 0                    |                      |                      |
| 1974-1975  | Voyageurs de la Nouvelle-Écosse | LAH           | 65  | 30               | 31               | 61               | 50               | 6                | 4 | 1                    | 5                    | 18                   |                      |                      |
| 1974-1975  | Canadiens de Montréal           | LNH           | 5   | 0                | 0                | 0                | 2                |                  |   |                      |                      |                      |                      |                      |
| 1975-1976  | Voyageurs de la Nouvelle-Écosse | LAH           | 74  | 42               | 46               | 88               | 58               | 9                | 5 | 8                    | 13                   | 9                    |                      |                      |
| 1975-1976  | Canadiens de Montréal           | LNH           | 1   | 0                | 0                | 0                | 0                |                  |   |                      |                      |                      |                      |                      |
| 1976-1977  | Rockies du Colorado             | LNH           | 66  | 4                | 18               | 22               | 21               |                  |   |                      |                      |                      |                      |                      |
| 1977-1978  | Rockies du Colorado             | LNH           | 78  | 15               | 18               | 33               | 31               | 2                | 0 | 0                    | 0                    | 0                    |                      |                      |
| 1978-1979  | Rockies du Colorado             | LNH           | 3   | 0                | 0                | 0                | 0                |                  |   |                      |                      |                      |                      |                      |
| 1978-1979  | Firebirds de Philadelphie       | LAH           | 35  | 16               | 16               | 32               | 8                |                  |   |                      |                      |                      |                      |                      |
| 1978-1979  | Nighthawks de New Haven         | LAH           | 33  | 9                | 23               | 32               | 10               | 10               | 6 | 11                   | 17                   | 0                    |                      |                      |
| 1979-1980  | Mannheim ERC                    | 1. bundesliga | 47  | 44               | 40               | 84               | 117              |                  |   |                      |                      |                      |                      |                      |
| 1980-1981  | Mannheim ERC                    | 1. bundesliga | 44  | 35               | 43               | 78               | 110              | 10               | 8 | 7                    | 15                   | 16                   |                      |                      |
| 1981-1982  | Düsseldorf EG                   | 1. bundesliga | 4   | 1                | 3                | 4                | 6                |                  |   |                      |                      |                      |                      |                      |
| Totaux LNH | Totaux LNH                      | Totaux LNH    | 153 | 19               | 36               | 55               | 54               | 2                | 0 | 0                    | 0                    | 0                    |                      |                      |

## Trophées et honneurs personnels
- 1975-1976 :
  - champion de la Coupe Calder avec les Voyageurs de la Nouvelle-Écosse
  - trophée Les-Cunningham du meilleur joueur de la Ligue américaine de hockey
  - meilleur buteur de la Ligue américaine de hockey
  - première équipe d'étoiles de la Ligue américaine de hockey
- 1978-1979 : meilleur pointeur des séries éliminatoires de la Ligue américaine de hockey
- 1979-1980 : champion d'Allemagne de l'Ouest avec le Mannheim ERC